# La Croix-sur-Gartempe
La Croix-sur-Gartempe este o comună în departamentul Haute-Vienne din centrul Franței. În 2009 avea o populație de 179 de locuitori.

## Evoluția populației
| An        | 1975 | 1982 | 1990 | 1999 | 2006 | 2009 |
| --------- | ---- | ---- | ---- | ---- | ---- | ---- |
| Populație | 221  | 189  | 204  | 186  | 177  | 179  |